# Todd Solondz
Todd Solondz, född 15 oktober 1959 i Newark, New Jersey, är en amerikansk manusförfattare och regissör.
Todd Solondz har framförallt gjort sig känd för att göra provokativa och kontroversiella filmer. Som tema väljer han ofta tabubelagda ämnen som få andra amerikanska regissörer väljer att befatta sig med. 

## Filmografi
- 1984 – Feelings
- 1985 – Schatt's Last Shot
- 1989 – Fear, Anxiety & Depression
- 1995 – Welcome to the Dollhouse
- 1998 – Happiness
- 2001 – Storytelling
- 2004 – Palindromes
- 2006 – Cinema16: American Short Films
- 2009 – Life During Wartime
- 2011 – Dark Horse